# Guido Reni
Guido Reni italijanski slikar, * 4. november 1575, Bologna, † 18. avgust 1642, Bologna.
Bil je slikar baročnega obdobja, čeprav so njegova dela kazala klasično maniro, podobno kot Simon Vouet, Nicolas Poussin in Philippe de Champa. Slikal je predvsem verska dela, pa tudi mitološke in alegorične teme. Dejaven v Rimu, Neaplju in rodni Bologni, je postal prevladujoča osebnost v bolonjski šoli, ki je nastala pod vplivom Annibala Carraccija.

## Življenjepis
Guido Reni, rojen v Bologni v družini glasbenikov, je bil edini otrok Danieleja Renija in Ginevre Pozzi. Pri devetih letih je bil vajenec v bolonjskem studiu Denisa Calvaerta, kmalu pa sta se mu v tem studiu pridružila Francesco Albani in Domenichino.
Ko je bil Reni star približno dvajset let, so se trije Calvaertovi učenci preselili v naraščajoči konkurenčni studio, imenovan Accademia degli Incamminati (Akademija »na novo vkrcanih« ali naprednih), ki ga je vodil Ludovico Carracci. Nato so tvorili jedro plodne in uspešne šole bolonjskih slikarjev, ki so sledili Lodovicovemu bratrancu Annibalu Carracciju v Rim.
Reni je opravil naročila za svoje prve oltarne slike, ko je bil v akademiji Carracci. Akademijo je zapustil do leta 1598 po prepiru z Ludovicom Carraccijem zaradi neplačanega dela. Približno v tem času je naredil svoje prve grafike, serijo v spomin na obisk papeža Klemena VIII. v Bologni leta 1598.

### Delo v Rimu
Do konca leta 1601 sta se Reni in Albani preselila v Rim , da bi sodelovala z ekipami, ki jih je vodil Annibale Carracci, pri dekoraciji fresk v palači Farnese. V letih 1601–1604 je bil njegov glavni pokrovitelj kardinal Paolo Emilio Sfondrati.
Do 1604–05 je prejel neodvisno naročilo za oltarno sliko Križanje sv. Petra. Potem ko se je za kratek čas vrnil v Bologno, se je vrnil v Rim, da bi postal eden najboljših slikarjev v času papeža Pavla V. (Borghese); med letoma 1607 in 1614 je postal eden izmed slikarjev, ki jim je družina Borghese najbolj naročala.
Renijev strop s freskami velike osrednje dvorane Casino dell' Aurora, ki je na dvorišču Palazzo Pallavicini-Rospigliosi, se pogosto obravnava za njegovo fresko mojstrovino. Stavba je bila prvotno paviljon, ki ga je naročil kardinal Scipione Borghese;  zadnji del gleda na Piazza Montecavallo in Palazzo del Quirinale.
Masivna freska je uokvirjena v quadri riportati in prikazuje Apolona v njegovi kočiji, pred katerim je Zora (Aurora), ki prinaša svetlobo svetu.
Delo je zadržano v klasicizmu, kopira poze iz rimskih sarkofagov in kaže veliko več preprostosti in zadržanosti kot Carraccijevo nemirno Zmagoslavje Bakha in Ariadne  v Farneseju.
Na tej sliki se Reni bolj povezuje s strožjo »šolo« mitskozgodovinskega slikarstva Cavaliere d'Arpina, Lanfranca in Albanija, manj pa z bolj natrpanimi freskami, značilnimi za Pietra da Cortona. Pri perspektivi je malo popuščanja, živahno obarvan slog pa je v nasprotju s tenebrizmom Caravaggiovih privržencev. Dokumenti kažejo, da je bil Reni po zaključku svojega dela 24. septembra 1616 plačan 247 skudijev in 54 baiocchi.
Leta 1630 je družina Barberini papeža Urbana VIII. naročila pri Reniju sliko Nadangel Mihael za cerkev Santa Maria della Concezione dei Cappuccini. Slika, dokončana leta 1636, je dala povod za staro legendo, da je Reni predstavljal Satana – strt pod nogo svetega Mihaela – z obraznimi potezami kardinala Giovannija Battiste Pamphilja v rahlem maščevanju.
Reni je poslikal tudi Paolinsko kapelo bazilike Narije Snežne v Rimu ter Aldobrandinijevo krilo v Vatikanu. Po govoricah je bila za slikanje Reniju dodeljena tudi papeška kapela Montecavallo (kapela Marijinega oznanjenja). Ker pa se je čutil premalo plačanega s strani papeških ministrov, je umetnik znova odšel iz Rima v Bologno, vlogo vrhunskega umetnika v Rimu pa je prepustil Domenichinu.

### Delo v Neaplju in vrnitev v Bologno
Po letu 1614 se je Reni bolj ali manj trajno vrnil v Bologno in tam ustanovil uspešen in ploden atelje. Med letoma 1613 in 1615 so mu naročili okrasitev kupole kapele svetega Dominika v baziliki Sv Dominika v Bologni, in nastala je sijoča freska Sv. Dominik v slavi, mojstrovina, ki se lahko primerja z izvrstno Arca di San Domenico pod njo.
Sodeloval je tudi pri okrasitvi kapele Rožnega venca v isti cerkvi z Vstajenjem; in leta 1611 je za San Domenico že naslikal izjemen Pokol nedolžnih (zdaj v Pinacoteca Nazionale di Bologna), ki je postal pomembna referenca za francoski neoklasicistični slog, pa tudi model za podrobnosti v Picassovi Guernici. V letih 1614–15 je naslikal Izraelci zbirajo mano za kapelo v ravenski stolnici.
Ko je leta 1618 na kratko zapustil Bologno, je Reni odpotoval v Neapelj, da bi dokončal naročilo za poslikavo stropa v kapeli stolnice San Gennaro. Vendar so bili v Neaplju drugi ugledni lokalni slikarji, med njimi Corenzio, Caracciolo in Ribera, močno odporni proti tekmecem in so se po govoricah zarotili, da bi zastrupili ali kako drugače poškodovali Renija (kot je morda za njim doletelo Domenichina v Neaplju). Reni, ki se je močno bal, da bi bil zastrupljen, se je odločil, da ne bo presegel njegove dobrodošlice.
Po odhodu iz Rima je Reni izmenično slikal v različnih slogih, vendar je pokazal manj eklektičnega okusa kot mnogi Carraccijevi pripravniki. Na primer, njegova oltarna slika za Samson Victorious oblikuje stilizirane poze, kot so tiste, ki so značilne za manierizem.
Nasprotno pa njegovo Križanje ter njegova Atalanta in Hipomenes  prikazujeta dramatično diagonalno gibanje skupaj z učinki svetlobe in sence, ki prikazujejo bolj baročni vpliv Caravaggia. Njegov buren, a realističen Pokol nedolžnih (Pinacoteca, Bologna) je naslikan na način, ki spominja na pokojnega Rafaela. Leta 1625 je poljski knez Vładislav Sigismund Vasa med obiskom Zahodne Evrope obiskal umetnikovo delavnico v Bologni. Tesen odnos med slikarjem in poljskim knezom je povzročil pridobitev risb in slik.
Leta 1630, ko je Bologna trpela za kugo, je Reni naslikal Pallion del Voto s podobami svetnikov Ignacija Lojolskega in Frančiška Ksaverija.
Do tridesetih let 16. stoletja je Renijev slikarski slog postal ohlapnejši, manj prepleten in prevladovale so svetlejše barve. Reni je bil kompulzivni hazarder kljub nenehnemu povpraševanju po njegovih slikah pogosto v finančni stiski. Po besedah njegovega biografa Carla Cesareja Malvasia je Renijeva potreba po povrnitvi izgub pri igrah na srečo povzročila prenagljeno izvedbo in več kopij njegovih del, ki jih je izdelala njegova delavnica. Slike njegovih zadnjih let vključujejo številna nedokončana dela.
Renijeve teme so večinoma svetopisemske in mitološke. Naslikal je nekaj portretov; Tisti Siksta V. in kardinala Bernardina Spade so med najbolj omembe vrednimi, skupaj z enim od njegove matere (v Pinacoteca Nazionale di Bologna) in nekaj avtoportreti – tako iz mladosti kot iz starosti.
Tako imenovana Beatrice Cenci, ki so jo prej pripisovali Reniju in so jo hvalile generacije občudovalcev, zdaj velja za dvomljivo pripisovanje. Beatrice Cenci je bila usmrčena v Rimu, preden je Reni sploh živel tam in zato ni mogla sedeti kot model. Številne jedkanice so pripisane Guidu Reniju, nekatere po njegovih lastnih slikah, nekatere pa po drugih mojstrih. So živahne, v lahkotnem slogu občutljivih linij in pik. Renijeva tehnika, kot jo je uporabljala bolonjska šola, je bila standard za italijanske grafike njegovega časa.
Reni je umrl v Bologni leta 1642. Tam je bil pokopan v Rožnovenski kapeli bazilike San Domenico; slikarka Elisabetta Sirani (čigar oče je bil Renijev učenec in ki so jo nekateri menili za Renijevo umetniško reinkarnacijo) je bila kasneje pokopana v isti grob.

## Učenci in zapuščina
Reni je bil najbolj znan italijanski umetnik svoje generacije.
S svojimi številnimi učenci je imel širok vpliv na kasnejši barok. V središču Bologne je ustanovil dve delavnici s skoraj 200 učenci. Njegov najuglednejši učenec je bil Simone Cantarini, po imenu Il Pesarese, ki je naslikal portret svojega mojstra, ki je zdaj v galeriji Bolognese.
Med Renijevimi drugimi bolonjskimi učenci so bili Antonio Randa (na začetku kariere je veljal za najboljšega Renijevega učenca, dokler ni poskušal ubiti svojega gospodarja), Vincenzo Gotti, Emilio Savonanzi, Sebastiano Brunetti, Tommaso Campana, Domenico Maria Canuti, Bartolomeo Marescotti, Giovanni Maria Tamburino in Pietro Gallinari (Pierino del Signor Guido).
Drugi umetniki, ki so se izobraževali pod Renijem, so Antonio Giarola (Cavalier Coppa), Giovanni Battista Michelini, Guido Cagnacci, Giovanni Boulanger iz Troyesa, Paolo Biancucci iz Lucce, Pietro Ricci ali Righi iz Lucce, Pietro Lauri Monsu, Giacomo Semenza, Gioseffo in Giovanni Stefano Danedi, Giovanni Giacomo Manno, Carlo Cittadini iz Milana, Luigi Scaramuccia, Bernardo Cerva, Francesco Costanzo Cattaneo iz Ferrare, Francesco Gessi in Marco Bandinelli.
Izven Italije je bil Renijev vpliv pomemben v slogu številnih španskih baročnih umetnikov, kot sta Jusepe de Ribera in Bartolomé Esteban Murillo.
Toda njegovo delo je bilo še posebej cenjeno v Franciji – Stendhal je verjel, da je Reni moral imeti »francosko dušo« – in je vplival na generacije francoskih umetnikov, kot so Le Sueur, Charles Le Brun, Joseph-Marie Vien in Jean-Baptiste Greuze; ter na kasnejše francoske neoklasicistične slikarje. V 19. stoletju je Renijev ugled upadel zaradi spremembe okusa, kar je poosebljala cenzurna sodba Johna Ruskin, da je umetnikovo delo sentimentalno in lažno. Oživitev zanimanja za Renija se je pojavila od leta 1954, ko je bila v Bologni postavljena pomembna retrospektivna razstava njegovih del.

## Galerija
- Sveta Cecilija, 1606
- Sveti Boštjan, ca. 1615
- Sv. Filip Neri v ekstazi, 1614, Oratorij cerkve Santa Maria in Vallicella (Chiesa Nuova), Rim
- Sv. Dominika slava krona Arca di San Domenico, 1613–1615
- Hipomen in Atalanta, 1618–1619, Muzej Prado
- David in Abigail, c. 1615
- Jezus Kristus s križem, 1621
- Kristusov Krst, ca. 1622–1623
- Kristus daje ključe sv. Petru, 1626, Louvre
- Ugrabitev Evrope, 1630s, National Gallery, London. Izdelano za kralja Vładislava IV. Vasa.[23]
- Jožef in Potifarjeva žena, 1631
- Glava sv. Frančiška, pred ok. 1632, National Gallery of Art
- Sv. Matej in angel, ok. 1635–1640
- Spokornica Magdalena, ok. 1635
- Sv. Jakob Veliki, ok. 1636–1638
- Sv. Janez Krstnik v divjini, 1636–1637
- Lukrecija, 1640–1642